# バイロン・イートン
バイロン・イートン（Byron Eaton、1986年12月24日 - ）は、アメリカ合衆国のプロバスケットボール選手である。ポジションはポイントガード。180cm、97kg。bjリーグ2010-11シーズンに東京アパッチでプレーし、クラッチ・シューターとして活躍した。

## 来歴
テキサス州ダラス出身。2005年、ダラスのリンカン・ハイスクールからオクラホマ州立大学に進学。
1年目の2005-06シーズンは33試合に出場、1試合平均23.7分間で7.8得点、3.2アシスト、2.1スティールを記録。2年目の2006-07シーズンは35試合に出場し、1試合平均24.6分で7.7得点、3.6アシスト、1.5スティール。3年目の2007-08シーズンは33試合に出場し、1試合平均29.7分で11.5得点、3.5アシスト、2.1スティール。カンファレンスのサードチームに選出された。4年目の2008-09シーズンは35試合に出場し、1試合平均31.7分で14.3得点、5.7アシスト、2.2スティール。2年連続でカンファレンスのサードチームに選出された。
大学の4年間は1年生時より主力として試合に出場し、毎年プレータイムとスタッツが向上した。4年間通算で1試合平均10.4得点、4アシスト、2スティール。
またこの大学時代にディスカバリーチャンネルの番組、「スポーツの科学 Episode4 : 奇跡の一発」内のブザービーターを再現する実験に、NCAAで実際にブザービーターを決めていたイートンが参加している。
大学卒業後の2009年11月、NBAデベロップメント・リーグのタルサ・シックスティシクサーズに加入。2試合に出場した後、12月に退団。
2010年8月、日本プロバスケットボールリーグ（bjリーグ）の東京アパッチに入団。背番号は00番。東京でもスターターで活躍し、12月11日の新潟アルビレックスBB戦では34得点、5アシスト、4スティールを記録、翌12日も18得点の活躍で連勝に貢献し、bjリーグローソン週間MVPを初受賞した。
2011年1月19日の高松ファイブアローズ戦（代々木第二体育館）では試合残り時間3秒の時点で69-72でリードされていたが、イートンがブザービーターのスリーポイントを決めて同点に追いつき、オーバータイムで勝利した。
2011年2月22日の大阪エヴェッサ戦（代々木第二）では25得点、5アシスト、6スティールを記録。特に試合残り5分の時点で19点差をつけられていた4Q後半に17得点4ティールを記録した。試合は残り2秒の時点で82-84で大阪リードという状況から、イートンがハーフコートラインから逆転のブザービーターを決めて85-84で勝利した。翌23日の試合でも32得点をマークして連勝に貢献し、シーズン2度目の週間MVPを受賞した。
2月は出場7試合で平均22.3得点、6.1リバウンド、3.0アシスト、2.6スティールを記録し、bjリーグローソン2月月間MVPを受賞。
しかしその後、左膝内側側副靭帯損傷の重傷を負い3月の試合を欠場。さらに3月11日に東日本大震災が発生してチームが活動を休止したため、そのまま退団となった。
2011年11月、タルサ・シックスティシクサーズがDリーグドラフト全体75位で指名したが、負傷のため放棄。そのまま引退となる。